# Alexander Kunz
Alexander Kunz (* 1966 in St. Wendel) ist ein deutscher Koch.

## Werdegang
Nach der Ausbildung wechselte Kunz in die Schweizer Stuben bei Dieter Müller.
Seit 1992 kocht Alexander Kunz im elterlichen Betrieb in Bliesen, der sich seit über 100 Jahren in Familienbesitz befindet. 
Seit 1999 wird das Restaurant mit einem Michelinstern ausgezeichnet.
2003 übernahm er den Betrieb.
Kunz kocht in der Tradition der leichten französischen Küche.
Seit 2010 betreibt er zudem das Alexander Kunz Theatre, eine Dinnershow in einem Spiegelpalais-Zelt in Saarbrücken.